# Pieszczany
Pieszczany (słow. Piešťany, węg. Pöstyén, niem. Pistyan/Pistian, na przełomie XIX i XX w. również [Bad] Püschtin) – uzdrowisko na Słowacji, ok. 86 km na północ od Bratysławy i 40 km na południe od Trenczyna, przy autostradzie D1, u podnóża pasma górskiego Považský Inovec nad Wagiem. Ośrodek administracyjny powiatu Pieszczany.

## Historia
Lecznicze właściwości miejscowych wód termalnych znane są co najmniej od średniowiecza. Pierwsze wzmianki o miejscowości pochodzą z 1113 r. Pierwszy opis źródeł mineralnych pochodzi z roku 1549, a pierwsza znana recepta kuracji wodnej z roku 1571. W 1830 r. rozpoczęto regularne kuracje pod kierunkiem lekarza uzdrowiskowego. Największy rozwój uzdrowiska nastąpił w XIX wieku, kiedy poznano unikalny skład miejscowych wód mineralnych. Wiąże się on z rodziną Alexandra Wintera, który zainicjował budowę szeregu budynków sanatoryjnych oraz zakładów przyrodo-leczniczych. 
W pochodzącym z 1912 roku hotelu Thermia Palace, w lutym 1917 r. odbyło się w czasie I wojny światowej spotkanie trzech cesarzy: niemieckiego Wilhelma II, austriackiego Karola I Habsburga i bułgarskiego Ferdynanda I. W hotelu mieszkał w tym czasie cesarz Karol I, a dla jego wygody otwarto w nim urząd pocztowo-telegraficzny.
W roku 1930 uzdrowisko odwiedziło 18 177 kuracjuszy, z czego 49,4% przyjechało zza granicy.
W latach 1973-1995 częścią miasta była położona na wschodnim brzegu Wagu wieś Banka.
W dniach 12–13 września 2008 r. w mieście odbył się szczyt prezydentów Grupy Wyszehradzkiej, dla upamiętnienia spotkania uroczyście uruchomiono fontannę nazwaną imionami czterech prezydentów.

## Charakterystyka uzdrowiska
Główna część uzdrowiska znajduje się na wyspie (słow. Kúpeľny ostrov) położonej pomiędzy odnogami Wagu. Do zabiegów stosuje się wysoko zmineralizowane (ok. 1500 mg związków mineralnych na litr) wody głębinowe o temperaturze sięgającej 68 °C (po ich uprzednim schłodzeniu). Źródło Torkoš o temperaturze wody 68,2 °C, której wiek ocenia się na 26–28 tys. lat, jest uważane za najcieplejsze źródło termalne Słowacji. Ponadto stosuje się okłady błotne, a pacjenci poddawani są gimnastyce leczniczej. Symbolem uzdrowiska jest rzeźba umieszczona na Moście z kolumnadą (słow. Kolonádový most) przedstawiająca chorego łamiącego i odrzucającego kule. Most ten, wybudowany w latach 1930–1933 jest przykładem funkcjonalizmu w architekturze.
Samo miasto liczy około 28 tysięcy mieszkańców, poza częścią uzdrowiskową na wyspie i ulicą Wintera zabudowane jest blokowiskami z drugiej połowy XX w. Jest siedzibą firmy Chirana produkującej m.in. wyposażenie dentystyczne (tzw. unity). Na południe od miasta sztuczny zbiornik wodny Sľňava kończący kaskadę elektrowni wodnych wybudowanych na Wagu. Miejscowość ma statystycznie najwięcej słonecznych dni w całej Słowacji i charakteryzuje się łagodnym klimatem.

## Sport
- ŠHK 37 Piešťany – klub hokejowy

## Urodzeni w Pieszczanach
- Ľudmila Cervanová – słowacka tenisistka
- Magdaléna Rybáriková – słowacka tenisistka

## Miasta partnerskie
- Budapeszt
- Ejlat
- Hajdúnánás
- Heinola
- Luhačovice
- Montevago
- Poděbrady
- Ustroń
- Varaždinske Toplice